# Brian McDonough
Brian McDonough (1 de enero de 1979) es un deportista estadounidense que compitió en remo. Ganó una medalla de oro en el Campeonato Mundial de Remo de 2003, en la prueba de cuatro con timonel.

## Palmarés internacional
| Campeonato Mundial | Campeonato Mundial | Campeonato Mundial | Campeonato Mundial |
| Año                | Lugar              | Medalla            | Prueba             |
| ------------------ | ------------------ | ------------------ | ------------------ |
| 2003               | Milán (Italia)     | Medalla de oro     | Cuatro con timonel |